# آماتا
آماتا (انگلیسی: Amata) در اسطوره‌شناسی روم همسر لاتینوس، پادشاه لاتین‌ها و مادر تنها فرزند آنها، لاوینیا بود. در انه‌اید ویرژیل، او در جریان درگیری بین آینیاس و تورنوس بر سر اینکه کدام یک از آنها با لاوینیا ازدواج خواهند کرد، خودکشی می‌کند.